# ماساتاكا أوغاوا
ماساتاكا أوغاوا (باللغة اليابانية 小川 正孝) هو عالم كيمياء ياباني عاش في الفترة ما بين سنتي 1865 و1930. اشتهر أوغاوا بادعائه اكتشاف العنصر 43 (المعروف لاحقاً تحت اسم تكنيشيوم)، والذي أطلق عليه حينها اسم نيبونيوم؛ ولكنه عملياً كان قد أخطأ، إذ كان ما أعلن عن اكتشافه حقيقة هو العنصر 75، (المعروف لاحقاً تحت اسم رينيوم).
تخرج أوغاوا من جامعة طوكيو وعمل باحثاً تحت إشراف وليام رامزي في لندن، حيث عمل على تحليل المعدن النادر ثوريانيت؛ وأثناء أبحاثه على ذلك المعدن تمكن من استخراج وعزل كمية صغيرة من مادة جديدة، والتي أعلن أنها تعود إلى العنصر 43، وأطلق عليه اسم نيبونيوم، ونُشرَت ملاحظة عن نتائج أبحاثه في دورية الجمعية الكيميائية الأمريكية في سنة 1909. ترأس أوغاوا جامعة توهوكو بين سنتي 1919 و1928؛ كما تلقى جوائز على أبحاثه من الجمعية الكيميائية اليابانية؛ إلا أنه لم يتمكن أحد من الباحثين تكرار هذا الاكتشاف، ولم يكن له صدى في المجتمع العلمي الدولي، لذا أصبح طي النسيان مع مرور الوقت.
على الرغم من إمكانية إعادة استخدام الاسم نيبونيوم في تسمية عناصر كيميائية جديدة، إلا أن العنصر 113 المكتشف من العلماء اليابانيين لم يستخدموه، إنما استخدم الاسم نيهونيوم للإشارة إلى اليابان، احتراماً لجهود أوغاوا السابقة.